# Benjamin Franklin Mudge
Benjamin Franklin Mudge, née le 11 août 1817 à Orrington, dans le Maine, et mort le 21 novembre 1879 à Manhattan, dans le Kansas, est un avocat, géologue et enseignant américain. D'abord brièvement maire de Lynn, dans le Massachusetts, il s'installe ensuite au Kansas où il fut nommé premier géologue de l'État. Il dirigea la première étude géologique de l'État en 1864 et publia le premier ouvrage sur la géologie du Kansas. Il donna de nombreuses conférences et fut directeur de département au collège agricole de l'État du Kansas (aujourd'hui l'université d'État du Kansas).
Il collectionna également avidement des fossiles et fut l'un des premiers à explorer systématiquement le biote du Permien et du Mésozoïque dans les formations géologiques du Kansas et de l'Ouest américain, notamment dans la formation de Niobrara, la formation de Morrison et le grès du Dakota. Bien qu'il n'ait pas reçu de formation officielle en paléontologie, il conserva des notes de terrain détaillées et précises et envoya la plupart de ses fossiles vers la Côte est pour qu'ils soient décrits par certains des paléontologues les plus réputés de son époque, dont les rivaux Othniel Charles Marsh et Edward Drinker Cope.
Ses découvertes comprennent au moins 80 nouvelles espèces d'animaux et de plantes disparus, et figurent dans les collections de certaines des plus prestigieuses institutions d'histoire naturelle des États-Unis, dont le Smithsonian Institution et le musée Peabody d'histoire naturelle de Yale. L'une de ses découvertes les plus remarquables est l'holotype du premier « oiseau à dents » reconnu, à savoir Ichthyornis,,. Alors qu'il travaillait pour Marsh, il découvre également l'espèce type du dinosaure sauropode Diplodocus et du dinosaure théropode Allosaurus, avec son protégé Samuel Wendell Williston.